# Contay

Contay este o comună în departamentul Somme, Franța, pe strada principala  Amiens to Arras. În 1 ianuarie 2022 avea o populație de 310 de locuitori.